# Dioklecijanova palača
Dioklecijanova palača je antička palača cara Dioklecijana u Splitu. Oko 300. godine podigao ju je rimski car Dioklecijan i u njoj je boravio nakon povlačenja s prijestolja (305.) do smrti (316.).
Sagrađena je u uvali poluotoka 5 km jugozapadno od Salone, glavnoga grada provincije Dalmacije. Ostatci palače danas su dio povijesne jezgre grada Splita koja je upisana na UNESCO-ov popis mjesta svjetske baštine u Europi još 1979. godine.

## Gradnja
Na osnovi podataka iz rimske karte, poznate po srednjovjekovnom prerisu (»Tabula Peutingeriana«), u toj uvali već ranije bilo je naselje Spalatum, kojemu ostatci i veličina do danas nisu utvrđeni. Početak gradnje Dioklecijanove palače nije točno utvrđen. Pretpostavlja se da je to bilo oko 295. godine, nakon uvođenja tetrarhije (vladavina četvorice). Ipak, deset godina nakon te odluke, kada je Dioklecijan abdicirao 305. godine, palača još nije bila dovršena, a postoje naznake da su se neki radovi odvijali dok je car boravio u njoj. Po čijoj je arhitektonskoj ideji palača izgrađena i tko su bili njeni graditelji, ne zna se.
Međutim, uklesana grčka imena Zotikos i Filotas, kao i brojna uklesana grčka slova ukazuju na to da je određeni broj graditelja bio porijeklom iz istočnog dijela carstva, tj. da je Dioklecijan doveo sa sobom majstore s Istoka. Ipak, velika je vjerojatnost da je veliki dio radne snage bio lokalnog podrijetla. Osnovna građa je dolazila iz neposredne blizine. Bijeli vapnenac je dopreman s Brača i ponešto iz Segeta kraj Trogira; sedra se vadila iz korita obližnjih rijeka, a opeka se izrađivala u salonitanskim i drugim radionicama smještenima u njenoj blizini. Građevina kao cjelina nije imala neposredni uzor u dotadašnjem rimskom graditeljstvu. Njena izvornost proizlazi iz osnovne funkcije i prilagodbe svome položaju.

## Arhitektura
Svojim oblikom nalikuje kastrumu - vojnom logoru. Vanjski su zidovi gotovo pravokutni, dimenzija 175-181 x 216 m, a kule na uglovima palače slijede tradiciju vojne arhitekture. Budući da je palača bila udaljena od najbližeg velikog grada 6 km (Salona), bila je okružena bedemima. I unutrašnji raspored palače podsjeća na vojni logor - cardo i decumanus, glavne okomite ulice odgovaraju glavnim logorskim ulicama via praetoria i via principalis. Postojala su četiri ulaza u palaču: tri s kopnene i jedan s morske strane. Cijeli prostor palače bio je podjeljen na dva dijela, od kojih svaki s različitom namjenom. U sjevernom dijelu bile su smještene zgrade za poslugu, vojsku, skladišta i dr. U južnom, raskošnijem dijelu, koji je zbog izravnavanja sa sjevernim bio podignut nad zasvođenim supstrukcijama (tzv. podrumi palače), nalazili su se objekti namijenjeni carskoj obitelji. Ni fasade nisu bile jednake. 
Najreprezentativnija je bila ona južna, okrenuta prema moru. U donjem dijelu (kojeg je u Dioklecijanovo vrijeme zapljuskivalo more) nalazili su se manji otvori i vrata tzv. porta aenea (Mjedena vrata). Istočna i zapadna fasada su međusobno slične i bez ukrasa, a vrata na njima zovu se porta argentea (Srebrna vrata) i porta ferrea (Željezna vrata). Na sjevernoj fasadi bio je glavni ulaz u palaču s dvostrukim vratima s arhitravom - porta aurea (Zlatna vrata), na kojem je ležao luk s nišama u kojima se se nalazili kipovi (vjerojatno Jupitera i četiri tetrarha). Od dviju glavnih ulica, cardo je vodio na Peristil, otvoreni prostor ispred carevog stana, na čijoj se lijevoj strani nalazio carev mauzolej (danas katedrala sv. Dujma). S desne strane peristila nalazila su se tri hrama. Prvi je Jupiterov, a druga dva danas se nazivaju Kibelinim i Venerinim, iako ti nazivi nisu potvrđeni. U carev stan ulazilo se iz protirona preko vestibula. Nekadašnji se raspored prostorija može rekonstruirati uz pomoć prizemnih dvorana, koje su jednakog rasporeda.

### Zidine
Palača je u tlocrtu zamišljena kao pravokutnik, ali je prilagođavanje terenu, prilikom gradnje, nametnulo manja odstupanja (istok: 214,97 m, sjever: 174,74 m, jug: 181,65 m). Pročelni zidovi palače u svojim su donjim dijelovima masivni i jednostavni bez otvora, a u gornjim dijelovima rastvorni su velikim lučnim prozorima koji su jednostavni prema kopnu, tj. na zapadnom, sjevernom i istočnom pročelju, a raščlanjeni vijencima, konzolama i polustupovima na južnom pročelju prema moru. Vanjski zidovi palače, osim zapadnog, do danas su većim dijelom dobro sačuvani.
Šesnaest kula na pročeljnim zidovima prema kopnu daju palači obilježje utvrde. Četiri kule na uglovima kvadratičnog su tlocrta. Po dvije od šest kula osmerokutnog tlocrta uokviravale su tri kopnena ulaza, šest kula pravokutnog tlocrta nalazilo se između ugaonih i osmerokutnih. Do danas su se djelomično sačuvale tri ugaone kule (osim jugozapadne) te samo ostatci osmerokutnih i pravokutnih.
Tri do danas dobro sačuvana kopnena ulaza arhitektonski su raščlanjena, posebno sjeverni, koji je bio glavni pristup iz Salone. Južna, morska vrata, jednostavna i manjih dimenzija, također su dobro sačuvana.

### Unutrašnjost
Kroz kopnena vrata preko obrambenih dvorišta (propugnaculum) pristupalo se širokim ulicama (cardo i decumanus), obrubljenim trijemovima. Glavne ulice spajale su se u središtu palače, uz koje se prema jugu prostirao otvoreni prostor – peristil, obrubljen stupovima s lukovima. Sakralni prostori istočno i zapadno od peristila bili su uokvireni zidovima. U istočnom prostoru do danas je sačuvana monumentalna građevina vanjskog osmerokutnog, a unutrašnjeg kružnog tlocrta, presvođena kupolom od opeke i raščlanjena iznutra dvama nizovima stupova i vijenaca, te frizom u kojem su uz nestalu središnju figuru, sačuvana poprsja Dioklecijana i njegove supruge Priske. Građevina je s vanjske strane obrubljena trijemom (peripter), koji je do danas uglavnom sačuvan. U ranijim izvorima ta se građevina spominje kao Jupiterov hram, a u novijoj znanstvenoj literaturi kao Dioklecijanov mauzolej.
U zapadnom sakralnom prostoru do danas se vrlo dobro sačuvao mali hram pravokutnog tlocrta, presvođen kasetiranim, bogato ukrašenim svodom. Prema ranijim opisima to je Janov ili Eskulapov hram, a prema novijoj literaturi Jupiterov hram. U istom prostoru u posljednje su vrijeme pronađeni ostatci dvaju hramova kružnog tlocrta. Prema opisu splitskog kancelira Prokulijana iz XVI st., južni hram bio je posvećen Kibeli, a sjeverni Veneri. S južne strane peristila srednje stubište spušta se u prizemne dvorane i povezuje južna vrata sa središtem palače. Dva bočna stubišta uzdižu se u trijemu protirona, iz kojeg se pristupa vestibulu, pretprostoru carevih odaja.

### Carev stan
Ta je građevina izvana kvadratičnog, a iznutra kružnog tlocrta, presvođena kupolom. Odatle se pristupalo u carev stan koji se u dubini od 40 m prostirao uz cijelo južno pročelje; on je tek djelomično sačuvan u gornjem katu, ali su skoro potpuno sačuvane njegove prizemne, prevođene supstrukcije koje su ga izravno nosile, pa se s obzirom na podudarnost gornjeg i donjeg tlocrta može sagledati cjeloviti raspored i izgled gornjih prostora. Na zapadnoj strani gornjega kata sačuvani su ostatci dvorane s kupolom i dviju dvorana s apsidama, a na istočnoj strani dijelovi osmerokutne blagovaonice (triklinij) s tri dvorane križnog tlocrta. Zid zapadne križne dvorane sačuvao se u punoj visini. Dioklecijanov stan međusobno je povezivala duga prostorija uz južno pročelje (kriptoportik) iz koje je kroz 42 prozora i 3 lođe bio otvoren pogled prema moru. Sjeverno od careva stana nedavno su pronađene dvije kupelji, jedna uz zapadne, a druga uz istočne dvorane. U sjevernom dijelu palače nalazile su se dvije zgrade, obrubljene glavnim i obodnim ulicama usporednim s vanjskim zidovima. Na nekoliko mjesta u palači pronađeni su dijelovi prvobitnog sustava kanalizacije. Vodovod u dužini od 9 km opskrbljivao je palaču pitkom vodom, a njegov veći dio je i danas u uporabi.

### Osobine
Po svojoj kompoziciji Dioklecijanova palača nosi u sebi elemente carske vile, helenističkog grada i utvrđenog vojnog logora (castrum). Sa stanovišta konstruiranja u palači su u većem dijelu rasponi savladavani upotrebom luka, odnosno svoda, koji sile prenose koso na temelje, dok su u reprezentativnim dijelovima rasponi svladani upotrebom kamene grede. Masivnim, fino obrađenim kamenom zidani su reprezentativni dijelovi kao i svi drugi dijelovi koji su izloženi većim naprezanjima. Žbukani ili obloženi dijelovi zida građeni su sitnim kamenom, poravnatim u određenim razmacima s četiri reda opeka. Svodovi su izvedeni od laganog riječnog kamena (sedre), dijelovi većih koncentriranih naprezanja u svodovima građeni su od opeke. Stropne i krovne konstrukcije bile su drvene. Dekorativna obrada na arhitektonskim elementima karakteristična je za način rada u istočnom dijelu Rimskog Carstva. Iz dimenzija sačuvanih dijelova proizlazi da je palača građena prema projektu koji je bio kotiran rimskim stopama.

## Uporaba materijala iz palače
Crkva santa Maria della Salute u Mletcima izgrađena je dijelom od kamenih blokova osam kula Dioklecijanove palače, sa sjevernog i istočnog zida, koje su porušene po zapovjedi mletačkog providura Alvisea Zorzija.

### Razvoj
| Zanimljivi reljefi sa splitske krstionice. iz crkve sv. Ivana, nekoć Jupiterova hrama. Po nekima, to je prvi prikaz hrvatskoga šahiranog grba, na krilima dviju gornjih ptica. |  | Zanimljivi reljefi sa splitske krstionice. iz crkve sv. Ivana, nekoć Jupiterova hrama. Po nekima, to je prvi prikaz hrvatskoga šahiranog grba, na krilima dviju gornjih ptica. |
| Zanimljivi reljefi sa splitske krstionice. iz crkve sv. Ivana, nekoć Jupiterova hrama. Po nekima, to je prvi prikaz hrvatskoga šahiranog grba, na krilima dviju gornjih ptica. |  | Lik vladara najčešće se prepoznaje kao hrvatski kralj (Petar Krešimir IV. Veliki ili Dmitar Zvonimir...), kao bizant. car ili kao Karlo Veliki.                                |

Smrću cara Dioklecijana 316. godine život u palači ne gasi se, a preobražaji počinju već u prvim stoljećima života palače. Budući da je bila u posjedu rimskog dvora, pružala je utočište prognanim članovima carske obitelji, a najbitniji događaj bio je rušenje Salone početkom 6. stoljeća kada je dio prognanog stanovništva našao utočište unutar zidina palače i kada počinje novi, organizirani gradski život.
U razdoblju slobodne srednjovjekovne komune, između 12. i 14. stoljeća, dolazi do većeg arhitektonskog razvoja, kada su brojne srednjovijekovne kuće ispunile ne samo rimske zgrade nego i veći dio slobodnog prostora ulica i trijemova. U tom razdoblju započinje i izgradnja romaničkog zvonika Katedrale sv. Dujma. 
Romanička je umjetnost zastupljena i radovima velikih majstora kao što su Andrija Buvina koji je izradio drvena vrata katedrale u 13. stoljeću i Juraj Dalmatinac, iz čije su radionice potekle raskošne plemičke palače u oblicima venecijanske gotike s naznakama renesanse (npr. palača obitelji Papalić). U katedrali je i njegovo remek-djelo, oltar sv. Staša.
Od 7. stoljeća palača živi kao grad Split, koji se već od ranog srednjeg vijeka širi prema zapadu i u više navrata zatvara zidovima. Adaptacije sakralnih objekata palače u splitsku katedralu i krstionicu, predromaničke crkvice sv. Martina i Gospe od zvonika, predromaničke, romaničke, gotičke, renesansne i druge građevine, svjedoci su neprekidnog života grada i nastanka novih kvaliteta, koji sa sačuvanim dijelovima Dioklecijanove palače čine cjelinu najvećih vrijednosti graditeljskog nasljeđa.
Dioklecijanova palača nije samo izvanredan antički spomenik, nego je i nacionalno i svjetsko dobro. Zajedno s kasnijom srednjovjekovnom dogradnjom ona čini vrijedan arheološki i povijesno-umjetnički kompleks i zato je 1979. godine uvrštena na UNESCO-ov popis svjetske baštine.

## Galerija
- Pogled s mora po Hebrardu.
- Rekonstrukcija po Farlatiju.
- Adam, Peristil u 17. st., crtež.
- 3D presjek mauzoleja.
- Tlocrt mauzoleja.
- Pročelje.
- Nacrt stupa iz mauzoleja.
- Ostaci foruma.
- Zidine danas.
- Zlatna vrata (Porta Aurea), nacrt.
- Porta Aurea, tlocrt.
- Rekonstrukcija Zlatnih vrata.
- Rekonstrukcija Željeznih vrata (Porta Ferrea).
- Sfinga na Peristilu.
- Rekonstrukcija Jupiterovog hrama (Crkva sv. Ivana).
- Vestibul prema podrumima Dioklecijanove palače.

## Vanjske poveznice
- Dioklecijanova palača Hrvatska tehnička enciklopedija, portal hrvatske tehničke baštine. LZMK

### Sestrinski projekti
|  | Zajednički poslužitelj ima još gradiva o temi Dioklecijanova palača |

### Mrežna sjedišta
- Dioklecijanova palača, Hrvatska turistička zajednica
- Split In Your Pocket - Diocletian's Palace video (1:54 min) (engl.)